# Phare d'Orient Point
Le phare d'Orient Point (en anglais : Orient Point Light), est un phare à caisson situé dans le Long Island Sound sur la côte nord-est de Long Island, dans le comté de Suffolk (Grand New York-État de New York).
Il est inscrit au Registre national des lieux historiques depuis le 9 janvier 2007 sous le n° 6001229 .

## Histoire
Sauvé de la démolition en 1970 par des manifestations publiques, le phare a été rénové par la Garde côtière en 2000. En 2011, le phare est devenu disponible à la vente en vertu de la loi du National Park Service. En l'absence d'organisations qualifiées, le phare a été mis aux enchères en septembre 2012 et en juin 2013 où il a été vendu pour 252.000 dollars.

## Description
Le phare  est une tour circulaire en fonte, avec double galerie et lanterne de 16 m de haut, comprend le logement des gardiens sur 3 étages. La moitié supérieure du phare, y compris la lanterne, est peinte en noir, la moitié inférieure est blanche.
Son feu à éclats émet, à une hauteur focale de 20 m, un éclat blanc d'une demie seconde par période de 5 secondes. Sa portée est de 17 milles nautiques (environ 32 km).
Il est équipé d'une corne de brume émettant deux explosions de 2 secondes par période de 30 secondes.

## Caractéristiques dufeu maritime
Fréquence :  5 secondes (W)
- Lumière : 0.5 seconde
- Obscurité : 4.5 secondes

Identifiant : ARLHS : USA-633 ; USCG : 1-21095 - Admiralty : J0718 .

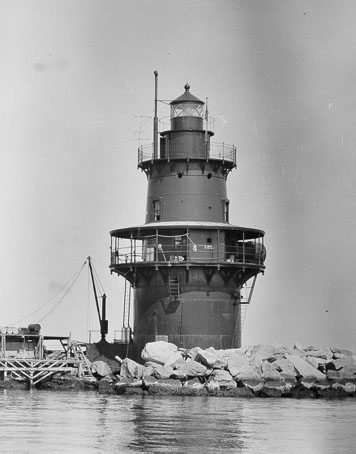
Le Phare (USCG photo)
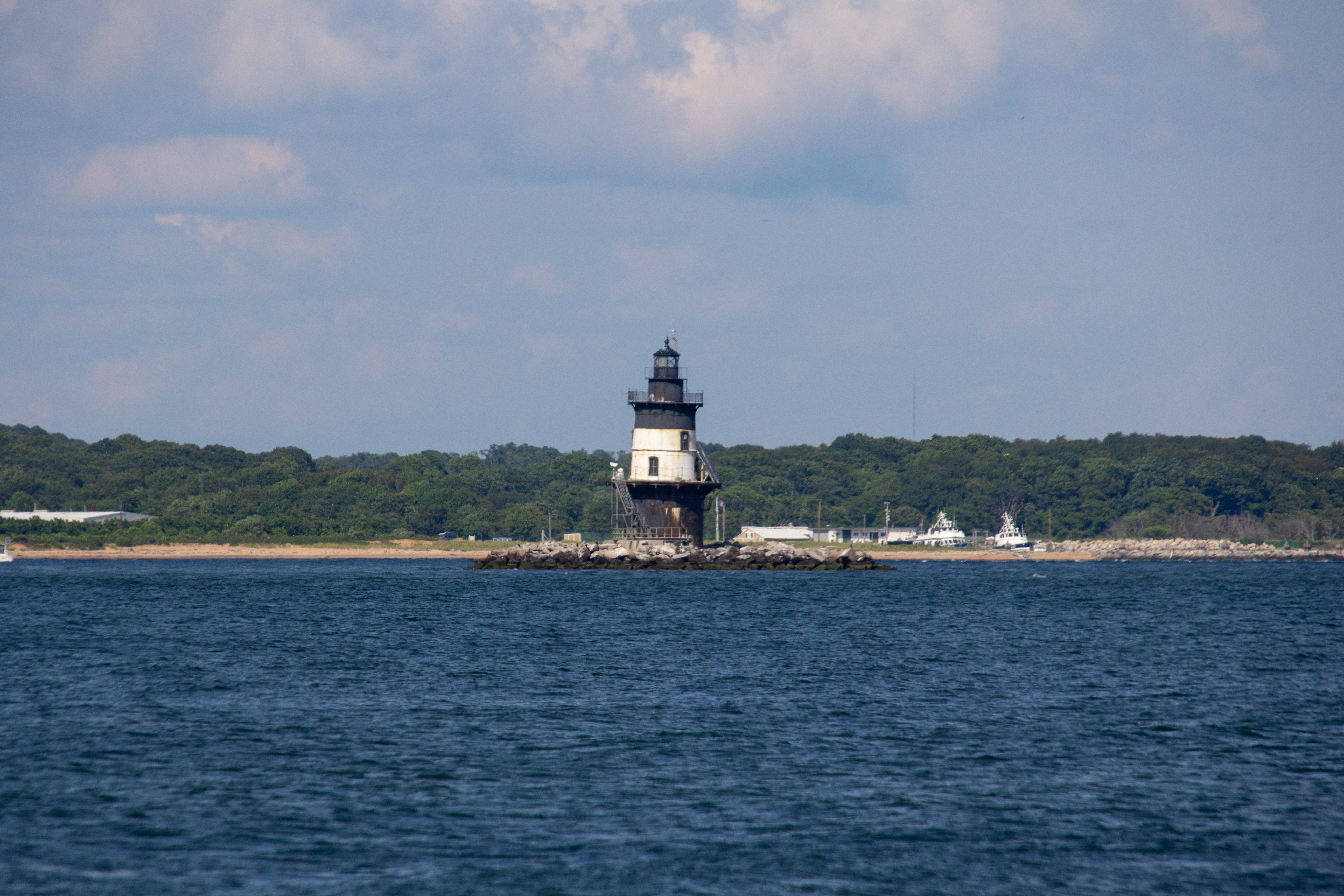
Le phare actuel

### Lien connexe
- Liste des phares de l'État de New York